# Infanta Maria das Neves a Portugaliei
Infanta Maria das Neves a Portugaliei (portugheză Maria das Neves Isabel Eulália Carlota Adelaide Micaela Gabriela Rafaela Gonzaga de Paula de Assis Inès Sofia Romana, Infanta de Portugal) (n. 5 august 1852 - d. 15 februarie 1941) a fost primul copil al regelui Miguel I al Portugaliei și a soției lui Adelaide de Löwenstein-Wertheim-Rosenberg. Maria a fost infantă a Portugaliei și membră a Casei de Braganza prin naștere. Până la nașterea fratelui ei Miguel, Duce de Braganza, Maria a deținut titlul de Prințesă Regală a Portugaliei. Prin căsătoria cu Alfonso Carlos de Bourbon, Duce de San Jaime, pretendent carlist la tronul Spaniei, Maria a avut titulatura de regină a Spaniei, Franței și Navarei.